# Tassadia kamaensis
Tassadia kamaensis är en oleanderväxtart som först beskrevs av Morillo, och fick sitt nu gällande namn av G. Morillo. Tassadia kamaensis ingår i släktet Tassadia och familjen oleanderväxter. Inga underarter finns listade i Catalogue of Life.